# Serixia nilghirica
Serixia nilghirica là một loài bọ cánh cứng trong họ Cerambycidae.